# Márcio Bittar
Márcio Miguel Bittar (Franca, 28 de junho de 1963) é um pecuarista e político brasileiro, filiado ao União Brasil (UNIÃO). É senador pelo Acre.

## Biografia
Filho de Manife Miguel Bittar e Mamédio Bittar, Bittar é pai de 4 filhos e reside em Rio Branco, capital do Acre.

## Política
Após viver a infância entre as cidades mato-grossenses de Cuiabá e Jauru mudou-se para Campo Grande entrando no movimento estudantil, como militante do clandestino PCB e em 1981 tornou-se secretário-geral da Juventude do PMDB e no mesmo ano assumiu a presidência da União Campograndense dos Estudantes (UCE) exercendo-a por dois anos e em 1984 fundou a União Sul-Mato-Grossense dos Estudantes (USMES). Toda essa militância teve a forte participação de sua saudosa irmã, Mariluce Bittar. Foi representante da Instituição no Comitê das Diretas JÁ em 1985, participou dos Núcleos para Legalização dos Partidos de Esquerda, foi membro do Comitê Pró-Pantanal contra implantação de uma Usina de Álcool em 1980, estudou Filosofia Política - Teoria Marxista sob orientação do Partido Comunista da União Soviética em 1984.
Após mudar-se para o Acre manteve-se filiado ao PMDB elegendo-se deputado estadual em 1994 e deputado federal em 1998 filiando-se ao PPS no início da legislatura. Pela nova legenda, perdeu a disputa para senador em 2002, mas no ano seguinte foi Chefe de Assessoria Parlamentar do Ministério da Integração Nacional durante o governo Lula. Em 2004, foi vencido por Raimundo Angelim (PT) ao disputar a prefeitura de Rio Branco. Disputou novo cargo majoritário, em 2006, porém foi derrotado por Binho Marques, nas eleições para o governo do Acre, em primeiro turno.
Filiado ao PSDB conquistou seu segundo mandato de deputado federal em 2010, com a maior votação da história do Acre e a segunda maior votação proporcional do Brasil neste pleito. Durante o mandato, ocupou o cargo de Primeiro Secretário da Câmara Federal.
Nas eleições de 2014, conseguiu ultrapassar os 30% dos votos válidos no primeiro turno e se classificou para a disputa do segundo turno contra o então governador Tião Viana (PT). Ao final, por uma diferença inferior a 10 mil votos, foi derrotado com 48,71% dos votos válidos.
Posteriormente, após divergências com membros do PSDB estadual, retornou ao MDB e disputou as eleições de 2018 como um dos candidatos ao Senado Federal, na mesma coligação que apresentava Gladson Cameli (PP) para governador e Sérgio Petecão (PSD) para a outra vaga de senador. Ao final da eleição, saiu vitorioso com a segunda maior votação (23,28%) ao lado de Petecão (30,71%). Com esse resultado, Márcio derrotou o então senador Jorge Viana (PT) que também tentava a reeleição.

## Posições políticas
Márcio Bittar se auto considera "liberal conservador", sendo membro de grupos liberais acrianos, como o Instituto Liberal do Acre e se opondo aos governos petistas do Brasil e do Acre. Ele  é um grande apoiador do Conservadorismo Moderado e do Liberalismo Clássico. Bittar faz parte da bancada ruralista.

### Aborto
Bittar é pró vida, sendo verbalmente contra a legalização do aborto e é favorável como está na lei em casos de risco de vida, gravidez resultante de estupro e anencefalia fetal, sendo contrário em todos os demais casos

### Economia
Marcio se considera liberal na economia. É a favor das reformas econômicas de liberação da economia e a privatização de empresas públicas que não dão lucros. Enquanto deputado votou favorável as reformas do Governo Michel Temer como a PEC do teto dos gastos e a sua reforma trabalhista.

### Meio ambiente
Apesar de já ter sido membro de Comitê Pró-Pantanal e ter sido contrário a implantação de usinas de álcool Marcio redigiu em 2020 um Projeto de Lei, o qual foi apresentado pela deputada Mara Rocha, com o propósito de modificar unidades de conservação no Acre e reduzir reservas ambientais.

## Desempenho eleitoral
| Ano  | Eleição                 | Partido | Cargo             | Votos   | %                 | Resultado  | Ref    |
| ---- | ----------------------- | ------- | ----------------- | ------- | ----------------- | ---------- | ------ |
| 1994 | Estaduais no Acre       | PMDB    | Deputado estadual | 3.159   | 1,88%             | Eleito     | [ 20 ] |
| 1998 | Estaduais no Acre       | PMDB    | Deputado federal  | 7.810   | 3,99%             | Eleito     | [ 21 ] |
| 2002 | Estaduais no Acre       | PPS     | Senador           | 82.443  | 16,89%            | Não eleito | [ 22 ] |
| 2004 | Municipal de Rio Branco | PPS     | Prefeito          | 58.789  | 41,73%            | Não eleito | [ 23 ] |
| 2006 | Estaduais no Acre       | PPS     | Governador        | 109.867 | 35,12%            | Não eleito | [ 24 ] |
| 2010 | Estaduais no Acre       | PSDB    | Deputado federal  | 52.183  | 16,90%            | Eleito     | [ 25 ] |
| 2014 | Estaduais no Acre       | PSDB    | Governador        | 116.948 | 30,10% (1º Turno) | Não eleito | [ 26 ] |
| 2014 | Estaduais no Acre       | PSDB    | Governador        | 186.658 | 48,71% (2º Turno) |            | [ 26 ] |
| 2018 | Estaduais no Acre       | MDB     | Senador           | 185.066 | 23,28%            | Eleito     | [ 27 ] |
| 2022 | Estaduais no Acre       | UNIÃO   | Governador        | 4.773   | 1,12%             | Não eleito | [ 28 ] |